# Mistrzostwa Świata w Kajakarstwie Górskim 1985
19. Mistrzostwa świata w kajakarstwie górskim odbyły się w dniach 12–16 czerwca 1985 w zachodnioniemieckim Augsburgu. Zawodnicy rywalizowali ze sobą w ośmiu konkurencjach: czterech indywidualnych i czterech drużynowych.

## Końcowa klasyfikacja medalowa
| Miejsce | Państwo           | Złoto | Srebro | Brąz | Razem |
| ------- | ----------------- | ----- | ------ | ---- | ----- |
| 1       | RFN               | 3     | 3      | 1    | 7     |
| 2       | Stany Zjednoczone | 2     | 1      | 1    | 4     |
| 3       | Francja           | 1     | 4      | 0    | 5     |
| 4       | Wielka Brytania   | 1     | 0      | 3    | 4     |
| 5       | Czechosłowacja    | 1     | 0      | 1    | 2     |
| 6       | Jugosławia        | 0     | 0      | 1    | 1     |
| 6       | Polska            | 0     | 0      | 1    | 1     |

## Medaliści
| Konkurencja:           | Złoto: | Srebro: | Brąz: |
| C-1 mężczyzn           | David Hearn                                                                                                   | Jon Lugbill                                                                                                | Martyn Hedges                                                                                              |
| C-1 drużynowo mężczyzn | Stany Zjednoczone · David Hearn · Jon Lugbill · Kent Ford                                                     | RFN · Gerald Moos · Andreas Kübler · Ulrich Weber                                                          | Polska · Edward Florian · Piotr Sarata · Adam Pietrasik                                                    |
| C-2 mężczyzn           | RFN · Thomas Klein-Impelmann · Stephan Küppers                                                                | Francja · Pierre Calori · Jacques Calori                                                                   | RFN · Günther Wolkenaer · Fredi Zimmermann                                                                 |
| C-2 drużynowo mężczyzn | Czechosłowacja · Jiří Rohan i Miroslav Šimek · Miroslav Hajdučík i Milan Kučera · iktor Beneš i Ondřej Mohout | Francja · Pierre Calori i Jacques Callori · Emmanuel del Rey i Thierry Saidi · Michel Saidi i Jérôme Daval | Stany Zjednoczone · Charles Harris i John Harris · Lecky Haller i Fritz Haller · Paul Grabow i Mike Garvis |
| K-1 mężczyzn           | Richard Fox                                                                                                   | Peter Micheler                                                                                             | Luboš Hilgert                                                                                              |
| K-1 drużynowo mężczyzn | RFN · Peter Micheler · Toni Prijon · Jürgen Kübler                                                            | Francja · Christophe Prigent · Pascal Marinot · Manuel Brissaud                                            | Jugosławia · Marjan Štrukelj · Janez Skok · Jernej Abramič                                                 |
| K-1 kobiet             | Margit Messelhäuser                                                                                           | Marie-Françoise Grange                                                                                     | Gail Allen                                                                                                 |
| K-1 drużynowo kobiet   | Francja · Sylvie Arnaud · Myriam Jerusalmi · Marie-Françoise Grange                                           | RFN · Gabi Schmid · Margit Messelhäuser · Ulla Steinle                                                     | Wielka Brytania · Elizabeth Sharman · Gail Allen · Karen Davies                                            |